# Dimos Galatsi
Dimos Galatsi (Galatsi) är en kommun i Grekland.   Den ligger i prefekturen Nomarchía Athínas och regionen Attika, i den sydöstra delen av landet, 6 km nordost om huvudstaden Aten. Antalet invånare är 59 345.